# José Serrano Arenas
José Manuel Serrano Arenas, más conocido como José Serrano (Sevilla, 17 de marzo de 1981), es un exfutbolista  y entrenador español. Actualmente entrena al Sevilla Fútbol Club "C".

## Trayectoria
Comienza su carrera en el filial del Sevilla CF, sin llegar a debutar nunca con el primer equipo. Tras cuatro años en el filial sevillista, ficha por el Xerez CD, club en el que logra destacar y que le lleva a fichar por el Levante UD para su filial, con la idea de relanzar su carrera futbolística. Tras dos temporadas en el filial granota, asciende al primer equipo para disputar su primera y única temporada en la Primera División. Un año más tarde se convierte en jugador del Rayo Vallecano por dos temporadas.
Tras finalizar contrato en el club vallecano, en la temporada 2010-11 firma por el Cádiz CF, con el que llegó a disputar los play-off de ascenso a la Liga Adelante.

## Clubes
| Club             | País   | Año       |
| ---------------- | ------ | --------- |
| Sevilla Atlético | España | 2000-2004 |
| Xerez CD         | España | 2004-2005 |
| Levante UD B     | España | 2005-2007 |
| Levante UD       | España | 2007-2008 |
| Rayo Vallecano   | España | 2008-2010 |
| Cádiz CF         | España | 2010-2012 |
| C.F. Torreblanca | España | 2012-2013 |
| CD Alcalá        | España | 2013-2018 |